# Distoleon curdicus
Distoleon curdicus is een insect uit de familie van de mierenleeuwen (Myrmeleontidae), die tot de orde netvleugeligen (Neuroptera) behoort. 
Distoleon curdicus is voor het eerst wetenschappelijk beschreven door Hölzel in 1972.